# Castell Aberlleiniog
Castell Aberlleiniog (Kasteel van de rivier Lleiniog) is een mottekasteel bij het Welshe plaatsje Llangoed op het eiland Anglesey. Het kasteel is gebouwd tussen 1080 en 1099 door Hugh d'Avranches, 1e earl van Chester. Het kasteel ligt op ongeveer 3 kilometer van het veel bekendere Beaumaris Castle en is gebouwd op een steile heuvel. 
In het jaar 1094 werd het kasteel onsuccesvol belegerd door Gruffydd ap Cynan waarbij 124 Normandiërs omkwamen. 
Het originele houten kasteel is begin 17e eeuw verwoest door Thomas Cheadle, de constable van Beaumaris Castle. 